# Рибіков В'ячеслав Сергійович
В'ячеслав Ри́біков (нар. 20 жовтня 1990, Майкоп) — український музикант, продюссер, композитор і виконавець російського походження, фіналіст проекту «Голос країни» (4 сезон), бронзовий призер та лауреат конкурсу Нова хвиля 2014 року.

## Життєпис
Народився у місті Майкоп у сім'ї баптистського пастора Рибікова Сергія Федотовича, який пізніше перейшов до євангелістів-харизматів. . Дитинство та юність прожив у Донецьку, де його батько Сергій Рибіков працював проректором Донецького християнського університету. В підлітковому віці почав займатись музикою, із своїм другом зібрав гурт, який мав назву Hands Free. Закінчивши школу, вступив до комп'ютерної академії за спеціальністю вебдизайн. Але через півтора року навчання зрозумів, що йому нецікава ця професія і почав активно займатись музикою.
У 2014 році став учасником четвертого сезону телевізійного проекту «Голос країни», в якому став фіналістом у команді Сергія Лазарєва. В той же час, пройшов відбір на конкурс Нова хвиля, де з Вікторією Петрик гідно представив Україну, посівши третє місце. 
Був учасником гурту Ifound, з яким літом 2016-го був в турі по Україні з гуртом Kutless. 2018 року його пісня «Авва отче» увійшла до збірника «Він у всьому».

### Особисте життя
Є християнином. Одружився 2014 року. У 2017 у нього народився син. Проживає в Києві.

## Дискографія

### Сингли
Сольні
- Эпицентр (2014)
- Вірю feat. Брія Блессінг (2017)

IFound Worship
- Я нашел (2017)
- Маяк

### Збірки
- Він у всьому (2018)
  - Авва отче